# James Rea Benson
Pour les articles homonymes, voir Benson.
James Rea Benson (21 janvier 1807-18 mars 1885) est un homme politique canadien de l'Ontario. Il est député fédéral Libéral-conservateur de la circonscription ontarienne de Lincoln de 1867 à 1868 et sénateur de St. Catharines de 1868 à 1885.

## Biographie
Né en Irlande, Benson s'installe à Kingston dans le Haut-Canada avec sa famille en 1819. Il s'installe ensuite à St. Catharines où il devient marchand dans un quincaillerie, opère un moulin et opérateur de navires avec Thomas Rodman Merritt. Président de la Niagara District Bank, de la Welland Loan Company et de la St. Catharines Gas Company, il siège au conseil municipal de St. Catharines  et au conseil du comté de Lincoln (en). Il meurt en fonction en 1885.
La ville de St. Catharine achète sa maison pour en faire l'hôtel de ville.
Benson marrie la fille de Charles Fortescue Ingersoll et sa fille, Helen, épouse Calvin Brown le premier maire de St. Catharines. Sa nièce, Mary Benson, marrie Thomas Rodman Merritt.